# Antoine Quinson
Pour les articles homonymes, voir Quinson (homonymie).
Antoine Quinson est un homme politique français né le 12 juin 1904 à Béziers (Hérault) et mort le 27 avril 1966 à Vincennes (Val-de-Marne)

## Biographie
Fils d'un menuisier, Antoine Quinson suit des études secondaires qui le conduisent au baccalauréat, puis obtient en 1926 un diplômé d'ingénieur des Ponts-et-Chaussées.
Mobilisé au début de la seconde guerre mondiale, il est fait prisonnier en juin 1940, envoyé en Allemagne, mais est libéré au printemps 1941.
Il crée en 1942 le centre d'entraide aux prisonniers de guerre de Vincennes, et participe à la résistance au sein du réseau Arc en ciel. Son action pendant la guerre lui vaut la croix de guerre,
Il adhère à la libération au Parti républicain et social de la réconciliation française, fondée sur les ruines du Parti social français d'avant-guerre, avant de rejoindre, en 1947, le Rassemblement du peuple français.
Elu maire de Vincennes sous cette étiquette en 1947, il est deuxième de liste de Gaston Palewski dans la sixième circonscription de la Seine en 1951, et est élu député.
Parlementaire très actif, il dépose de très nombreux textes, et rapporte sur la validation des élections dans l'Yonne, en juillet 1951, la suppression du registre d'entrées et de sorties dans la vente de vins à appellation d'origine, en juillet 1953, ainsi que sur le budget du ministère des finances en 1955.
Réélu maire de Vincennes en 1953, il rejoint le CNI après la mise en sommeil du RPF.
En 1956, il mène une liste de centre-droit, soutenue par le RGR, et obtient 7,1 % des voix, ce qui suffit à le faire réélire. Toujours aussi actif dans son travail parlementaire, mais intervenant rarement sur des sujets de politique générale, il entre au gouvernement en juin 1957 comme sous-secrétaire d'Etat aux anciens combattants et victimes de guerre dans le gouvernement de Maurice Bourgès-Maunoury. Il conserve ce portefeuille, avec rang cette fois de ministre, sous Félix Gaillard, jusqu'en avril 1958.
Soutenant le retour de Charles de Gaulle au pouvoir en 1958, il est réélu député en novembre, dans la circonscription de Vincennes et Fontenay, avec 45,7 % des voix au second tour, à l'occasion d'une triangulaire. Il rejoint le groupe du CNI à l'assemblée. L'année suivante, il conserve son mandat de maire de Vincennes.
Partisan de l'Algérie française, il accueille dans sa ville un rassemblement d'intellectuels, artistes et écrivains opposés à la décolonisation, connu comme « Colloque de Vincennes », en juin 1960. Il se détache donc de la majorité, .
En 1962, candidat à sa réélection, il est battu au second tour, où il n'obtient que 26,2 % des voix, par Robert-André Vivien

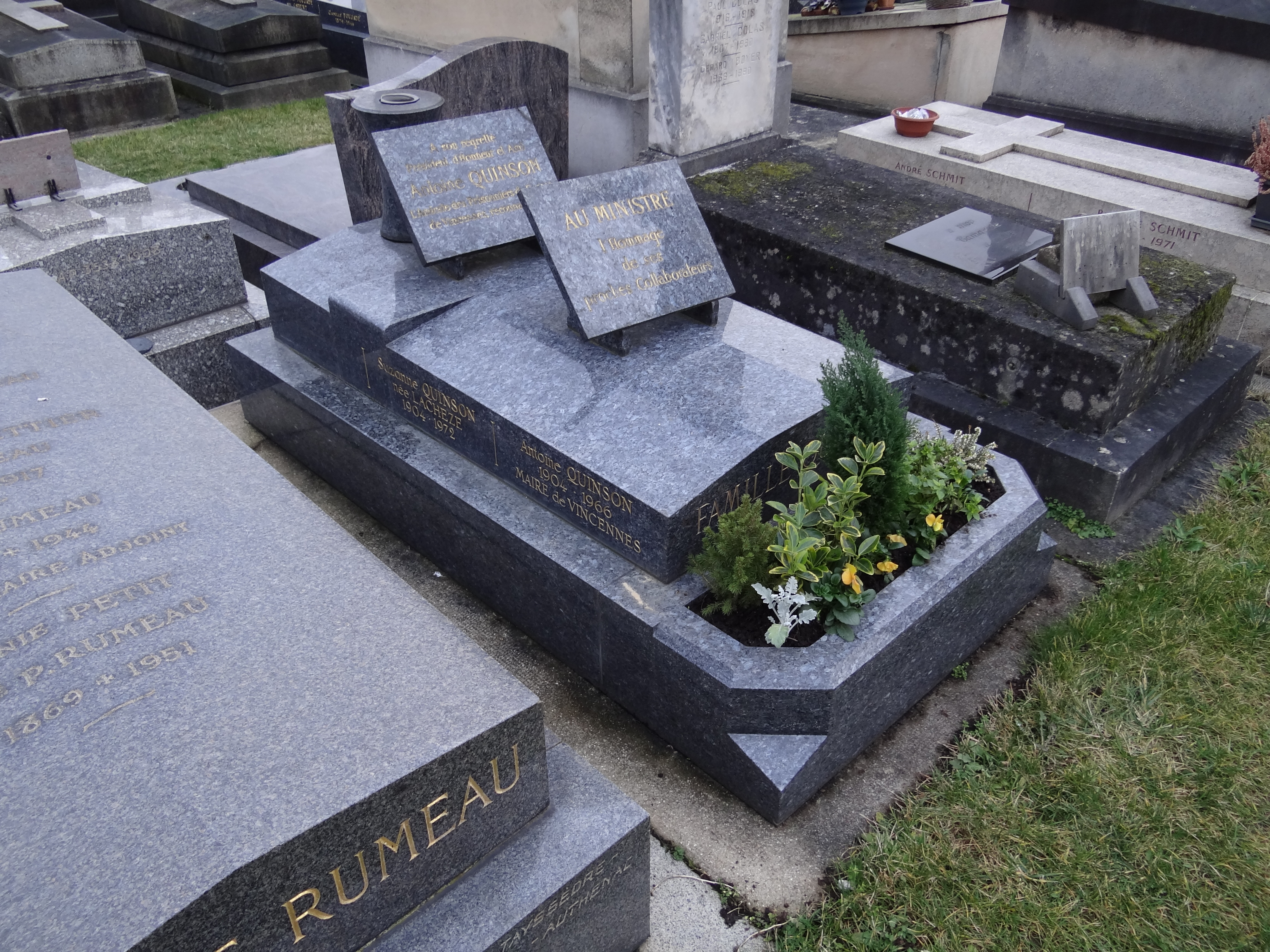
La tombe d'Antoine Quinson au cimetière ancien de Vincennes (Val-de-Marne).

Réélu maire en 1965, il meurt en cours de mandat un an plus tard. Il est inhumé dans la 4ème division du cimetière ancien de Vincennes.

## Décorations
- Croix de guerre 1939–1945
- Commandeur de l'ordre du Mérite combattant, ex officio en tant que ministre des Anciens combattants et victimes de guerre (1957)[1]

## Carrière
- Membre du Parti républicain et social de la réconciliation française de 1945 à son exclusion en 1947.
- Député de la Seine de 1951 à 1962
- Secrétaire d'État aux anciens combattants du 6 novembre 1957 au 14 mai 1958
- Maire de Vincennes de 1947 à 1966